# Calamaria battersbyi
Calamaria battersbyi е вид змия от семейство Смокообразни (Colubridae).

## Разпространение
Видът е разпространен в Индонезия (Калимантан).